# تايلر بريز
 ماتياس كليمينت  ولد في (19 يناير 1988) , وهو مصارع كندي محترف , يعمل في الدبليو دبليو أي في عرض NXT تحت اسم  تايلر بريز  .

## مسيرته في المصارعة

### المسيرة المبكرة
كليمنيت ضهر أول مرة في أتحاد يسمى مصارعة منطقة الطاقة في 2007 , تحت اسم ماتياس ويلد، وحقق فوز على سامي كاليهان في 25 أبريل 2007 

و بدأ يصارع في اتحاد NWA الكندي، وفي يوم 2 أيار تمكن من الفوز على أليكس بليكسز، وتأهل إلى الجولة الأولى في عام 2009 , و خسر في نفس الجولة في يوم 6 يونيو ضد بيلي سيود، وقد تدرب كليمينت على يد المصارع الكندي السابق لانس ستورم , و آخر مباراة له كانت في سبتمبر 2010 عندما خسر ضد بيلي سيود مرة أخرى .

### المصارعة الحرة الترفيهية
بعد أن قام كليمينت بتوقيع عقد مع دبليو دبليو أي أنضم إلى عرض FCW في 2 ديسمبر 2010 , و لعب أول مباراة له في يوم 17 يوليو تحت اسم مايك دالتون ولكنه خسر ضد أليكساندر روسيف , و فاز أول مباراة له ضد بيتر أورلوف في يوم 17 نوفمبر 2011 , و بعدها فاز بباتل رويل وأصبح المنافس الأول على بطولة فلوريدا للوزن الثقيل ضد ليو كروغير ولكنه خسر المباراة، وفي 2 فبراير 2012 تمكن دالتون من هزيمة كروغير والفوز بحزام البطولة 

و أحتفظ بالحزام لمدة 21 يوم وخسره ضد كروغير مرة أخرى، وعندما تحولت FCW إلى NXT , ضهر دالتون أول مرة عندما أتحد مع سي جي باركر و خسرو ضد ذا أسنشين , و في 21 أغسطس 2012 تمكن دالتون وجيسون جوردين من الفوز على هونيكو وكامتشو , و في 29 أغسطس خسرو ضد هونيكو وكامتشو في مباراة رد، وفي 24 يوليو 2013 غير كليمينت اسمه من مايك دالتون إلى تايلر بريز، وفي 8 ديسمبر دخل بريز في عدأ مع أدريان نيفل , بعد أن كلفه بطولة أن أكس تي في مباراة الحطابون، وأستمر العدأ لعدة أسابيع وسلسلة من المباريات بينهما وقد فاز نيفل 

و بعدها في عرض أن أكس تي الخصم واجه بريز أكزافير وودز و لكن أنتهت المبارة بعد تعرضهما للهجوم من قبل أليكساندر روسيف , و أصبح في عدأ مع أكزافير وتمكن بعدها بريز من أنهاء العدأ بفوز على وودز، وفي يوم 8 أيار فاز بريز بباتل رويل، وبعدها واجه فائزان أخران هما سامي زين وتايسون كيد , في مباراة ثلاثية على المنافس الأول لبطولة أن أكس تي وفاز بها كيد، وبعدها تمكن بريز من الفوز على زين، وبعدها تعرض بريز لأصابة في ذراعه، ولكنه عاد بعدها في يوم 24 يوليو عندما هزم موجو راولي، وفي 14 أغسطس واجه بريز بطل الآن أكس تي ادريان نيفل و لكن تدخل تايسون كيد في المباراة، وضهر بريز أول مرة في راو عندما واجه هو وكيد زين وأدريان نيفل في سبتمبر، وبعدها لم يدخل بريز في أي عدأ وعاد بعدها في يناير 2015 و فاز على تشاد غابيل، وفي 21 يناير فاز بريز على هايدو ليتامي، وفي 11 فبراير فاز بريز على ليتامي مرة أخرى.

## في المصارعة
- الحركات القاضية
- الركلة الجميلة
- الحركات الخاصة
- أنزيغوري
- ميلتبلي كيك
- سوبر موديل كيك
- ألقابه
- أمير الجمال

## بطولاته وأنجازاته
- فلوريدا تشامبيون تشيب وريسلنغ
- بطولة فلوريدا للوزن الثقيل - مرة واحدة
- بطولة فلوريدا للفرق - مرة واحدة مع لياكي
- مصارعة أتحاد بريرا
- بطولة PWA للفرق - مرة واحدة مع دان مايرس
- قيمته PWI في المركز 95# من أصل 500 مصارع لسنة 2014

## روابط خارجية
- تايلر بريز على موقع IMDb (الإنجليزية)
- تايلر بريز على موقع قاعدة بيانات الفيلم (الإنجليزية)
- تايلر بريز على موقع كينوبويسك (الروسية)
- تايلر بريز على موقع دبليو دبليو إي (الإنجليزية)
- تايلر بريز على موقع WrestlingData.com (الإنجليزية)
- تايلر بريز على موقع CageMatch worker (الإنجليزية)
- تايلر بريز على موقع قاعدة بيانات المصارعة على الإنترنت (الإنجليزية)
- تايلر بريز على موقع عالم المصارعة على الإنترنت (الإنجليزية)
- تايلر بريز على موقع عالم المصارعة على الإنترنت (الإنجليزية)